# Auburndale (wieś)
Auburndale – wieś w Stanach Zjednoczonych, w stanie Wisconsin, w hrabstwie Wood.